# Митрофанов, Алексей Валентинович
Алексе́й Валенти́нович Митрофа́нов (род. 16 марта 1962, Москва) — российский политический деятель. Депутат Государственной Думы 1—4 и 6 созывов, бывший член политических партий ЛДПР (1991—2007) и «Справедливая Россия» (2007—2012).
В 2014 году в отношении Митрофанова возбуждено уголовное дело по ст. 30 и ч. 4 ст. 159 УК РФ («Покушение на мошенничество в составе организованной группы»). После возбуждения уголовного дела уехал из страны.

## Биография
Родился в семье Валентина Митрофанова — высокопоставленного чиновника Госплана СССР. В 1983 году окончил МГИМО, факультет — международные экономические отношения. В 1985—1988 годах работал в аппарате МИД СССР и в Агентстве по атомной энергии в Вене. В 1988—1991 годах — аспирант Института США и Канады.
В 1991—1993 годах — телепродюсер, работал на телевидении как автор и телеведущий программы «Музыкальный прогноз», организатор фестиваля «Ступень к Парнасу» на телеканале «Останкино».
В 1993—1995 годах — депутат Государственной думы от ЛДПР, заместитель председателя Комитета по международным делам. На президентских выборах 1996 года Митрофанов был доверенным лицом Владимира Жириновского.
В 1995—1999 годах — депутат Государственной думы от ЛДПР, председатель Комитета ГД по вопросам геополитики. 20 сентября 1999 года баллотировался на пост мэра Москвы. Вице-мэром был предложен Андрей Брежнев.
В 1999—2003 годах — депутат Госдумы от ЛДПР, член Комитета по банкам.
В 2003—2007 годах — депутат Госдумы от ЛДПР, зампредседателя Комитета по конституционному законодательству. В сентябре 2007 года Владимир Жириновский предъявил ксерокопию расписки бывшего однопартийца Алексея Митрофанова, в которой тот обязался оказать ЛДПР до 1 мая 2004 года «материальную помощь» в размере 2 млн евро. По словам Жириновского, это была плата за включение Митрофанова в партийный список ЛДПР на выборах в Государственную думу в 2003 году.
Кандидат на должность мэра города Москвы (2003 год). В выборах не участвовал, снял свою кандидатуру в связи с тем, что принял решение баллотироваться только в Госдуму.
29 августа 2007 года вышел из ЛДПР и заявил о намерении идти на декабрьские думские выборы по спискам «Справедливой России», мотивировав своё решение тем, что «ЛДПР в последние четыре года находится в политическом гетто», в то время как Россия движется в сторону двухпартийной политической системы: «Время гениальных импровизаций и интуиций проходит, появляются системные партии».
Митрофанов возглавлял региональный список «Справедливой России» в Пензенской области на выборах в Государственную думу в декабре 2007 года, который получил 4,5 % голосов. В результате Митрофанов не стал депутатом.
В 2011 году избран депутатом Государственной Думы Российской Федерации шестого созыва по спискам партии «Справедливая Россия» от Вологодской, Тверской и Новгородской областей. Список возглавлял Алексей Чепа, Митрофанов занимал третью строчку в списке, однако после снятия невестки Президента Приднестровья Марины Смирновой занял вторую строчку в списке. Партия набрала более 28 %, что позволило Митрофанову стать депутатом. В 2011—2012 годах был членом фракции партии «Справедливая Россия», позже был исключен из партии, но членом фракции остаётся. 28 сентября 2012 г. избран председателем комитета Госдумы по информационной политике и связи.
Владеет английским и французским языками.
Сестра — Элеонора Митрофанова — Посол по особым поручениям МИД России, бывший Постоянный представитель России при ЮНЕСКО, Председатель Исполнительного совета ЮНЕСКО, чрезвычайный и полномочный посол.
Жена — Лиллевяли Марина Николаевна (род. 11 апреля 1960 года) — предприниматель, в прошлом — журналист, корреспондент программ «Вести» (РТР), «Сегодня» (НТВ), «Сейчас» (ТВ-6), «Новости» (ТВС). Воспитывают сына Ивана и дочь Зою.

## Деятельность
В период с 1993 года по 2012 год Митрофанов являлся соавтором текста ряда принятых федеральных законов и отклонённых законопроектов.
В 1990-е годы участвовал по парламентской линии в урегулировании конфликта в бывшей Югославии. Был руководителем парламентских делегаций, посещавших бывшую Югославию. Неоднократно бывал в Ираке и Ливии. Автор не подписанных Ельциным законов об отмене санкций в отношении Ирака и Ливии. В октябре-ноябре 1998 г. ряд турецких газет сообщали о том, что лидер турецких курдов Абдулла Оджалан тайно находился в России и жил на даче Митрофанова в Одинцовском районе Подмосковья. В 2019 году этот факт подтвердил в своих мемуарах, опубликованных в российской газете «Свободный Курдистан», сам Оджалан. Возглавлял делегацию ЛДПР на Всемирном фестивале молодёжи и студентов на Кубе. В 1996 г. возглавлял делегацию депутатов ГД в Саудовской Аравии.
Автор литературных работ, сценариев фильмов и телевизионных передач о Жириновском, Берии, Громыко, Кашпировском, Андропове.
Автор ряда художественных и публицистических произведений. В том числе: «12 кресел» (издательство ЭКСМО); «По обе стороны кремлёвского занавеса» (ЭКСМО); «Трупы Большого театра» совместно с А. Сорокиным (изд. АСТ); «Юлия» (АСТ); «Нефть в обмен на девушку» (АСТ); «История ЛДПР», «Тайный визит профессора Воланда накануне перестройки», «Шаги новой геополитики» и др.
В 2005 году Митрофанов участвовал в написании сценария и выступил продюсером 26-минутного «юмористическо-эротического» фильма «Юлия». В образе главных героев угадываются премьер-министр Украины Юлия Тимошенко и президент Грузии Михаил Саакашвили. Тем не менее, Митрофанов не присутствовал на презентации второго фильма «Миша или Новые приключения Юлии» 11 апреля 2007 года. Однопартийцы Митрофанова вынесли порицание депутату. На съезде ЛДПР 13 декабря Жириновский сказал, что «нужно заниматься делом, а не разными мерзостями, не снимать грязных фильмов, попахивающих порнографией, не распространять компрометирующие лидера партии видеозаписи, сделанные в ночных клубах». 12 апреля 2006 года на пленарном заседании Думы Митрофанов принёс официальные извинения Юлии Тимошенко за снятый фильм.
Митрофанов оказывал содействие российской поп-группе «Тату». В 2006 году Митрофанов обратился к депутатам Госдумы с предложением наградить солисток Орденом Дружбы, что негативно было встречено рядом деятелей культуры. Он также являлся частым посетителем мероприятий с участием «Тату». В 2006 году он выступил соавтором книги «Тату кам бэк», по которой режиссёр Ролан Жоффе снял фильм «Ты и я».
С 2008 года по 2013 год Митрофанов вёл радиопередачу «Час будущего» на московской радиостанции Megapolis FM, которая выходила ежедневно по будням с 20.00 по 21.00 по московскому времени. Также с 2008 по 2012 гг. регулярно по средам вёл часовую передачу на радиостанции «Русская Служба Новостей». В 2009—2012 вёл еженедельную утреннюю передачу на радио «Серебряный дождь».
8 мая 2012 года, несмотря на противоположную позицию фракции «Справедливая Россия», проголосовал за кандидатуру Дмитрия Медведева на пост Председателя Правительства Российской Федерации. Депутаты «Справедливой России» высказались за исключение Митрофанова из партии. 16 мая 2012 года исключён из партии «Справедливая Россия».
17 мая 2012 года бюро президиума центрального совета партии «Справедливая Россия» приняло решение об исключении из партии Н. А. Лакутина и А. В. Митрофанова за нарушение партийной дисциплины и действия, наносящие вред партии.

### Табачные вопросы
В 1999 году во время кампании по выборам в Госдуму Митрофанов обещал предъявить иск в 500 миллионов долларов табачным компаниям British American Tobacco и Philip Morris за нанесение вреда здоровью российских курильщиков. В 2001 году предъявил иск табачным компаниям за нарушение закона о защите потребителей. Иск был отклонён Кунцевским судом г. Москвы. В ноябре 2012 года выступил с законопроектом, существенно смягчающим многие предлагаемые Правительством Российской Федерации ограничения по курению и продаже сигарет. В частности, выступил против запрета на продажу сигарет в киосках и против полного запрета курения в заведениях общепита.

### Подозрение в вымогательстве и эмиграция
20 января 2014 года Следственный комитет Российской Федерации направил Генеральному прокурору Российской Федерации запрос, в котором сообщил о наличии оснований для лишения Алексея Митрофанова депутатской неприкосновенности. СКР планирует допросить Митрофанова в качестве свидетеля по уголовному делу о вымогательстве, предположительно имевшем место в 2012 году.
10 июня 2014 года лишён депутатской неприкосновенности. Вскоре покинул Россию; согласно сообщениям СМИ, проживает в Хорватии.
19 сентября СК РФ обратился в Госдуму с просьбой оказать содействие в розыске Митрофанова. 23 сентября 2014 года Госдума освободила его от должности председателя комитета по информационной политике, информационным технологиям и связи. 10 октября 2014 года Дорогомиловский суд Москвы арестовал часть недвижимости и автомобили Митрофанова в качестве возмещения по долговым распискам на сумму 1,4 миллиона евро.

## Сведения о доходах и собственности
Согласно официальным данным, Митрофанов получил за 2011 год доход в размере 1 млн рублей, супруга дохода не имеет. В собственности Митрофанова и супруги находится земельный участок площадью 50 000 м², три квартиры и семь автомобилей марок BMW, Mercedes-Benz и Toyota Land Cruiser.
Арбитражным судом Москвы в 2020 году признан банкротом.

## Факты
Опрос «как вы оцениваете мою политическую деятельность» на официальном сайте депутата набрал 92,5 % голосов «отрицательно» после того, как возглавляемый им комитет одобрил законопроект об обязательной регистрации всех интернет-сайтов в Роскомнадзоре.

## Фильмография
Как актёр:
- 2002 — Только раз... — Дед Мороз
- 2005 — Дневной Дозор — камео
- 2009 — Горячие новости — политик
- 2011 — Ты и я — Алексей Митронов
- 2012 — Бригада: Наследник — камео
- 2013 — Дублёр — политик

Как творческий консультант / сценарист:
- 1993 — Пчёлка
- 1997 — Корабль двойников
- 1998 — Стрингер
- 2003 — Воры и проститутки. Приз — полёт в космос
- 2005 — Юлия
- 2009 — Правосудие волков
- 2011 — Ты и я

## Сочинения
- По обе стороны кремлёвского занавеса. Книга первая: Роман-хроника. — М.: Эксмо, 2005. — 352 с. — 10 000 экз. — ISBN 5-699-14285-1
- История ЛДПР : истоки и факты. — М., 2007. — 374, [1] с. — ISBN 978-5-903442-10-2
- Юлия. — М.: Фолио, 2009. — 320 с. — 7000 экз. — ISBN 978-5-94966-205-2
- Тело Милосовича: Роман. — М.: Центрполиграф, 2013. — 255 с. — 5000 экз. — ISBN 978-5-227-03912-5

### Публикации
- Митрофанов А. Ностальгия по «Тату» // Независимая газета, 23 мая 2003